# Državna duma
Državna duma (rusko: Государственная дума; Gosudárstvennaya duma), običajno skrajšano v ruščini kot Gosduma je spodnji dom Zvezne skupščine Rusije, zgornji dom pa je Svet federacije. Sedež Dume se nahaja v središču Moskve, blizu trga Manege. Njegovi člani se imenujejo poslanci. Državna duma je z novo ustavo zamenjala vrhovni sovjet. Nova ustava je uvedel Boris Jelcin po ruski ustavni krizi leta 1993 in je bila odobrena na referendumu po vsej državi.
Na ruskih zakonodajnih volitvah v letih 2007 in 2011 je bila uporabljena proporcionalna zastopanost polne stranke s 7-odstotnim volilnim pragom, vendar je bilo to pozneje razveljavljeno. Mandat zakonodajalca je bil sprva dve leti v volilnem obdobju 1993–1995 in 4 leta v volilnem obdobju 1999–2007; od volitev 2011 je mandat 5 let.

## Pooblastila in pristojnosti
Državna duma ima posebna pooblastila, ki jih našteva Ustava Rusije. To so:
- Soglasje z imenovanjem predsednika vlade Rusije.
- Obravnava letnih poročil Vlade Ruske federacije o rezultatih njenega dela, vključno z vprašanji, ki jih je postavila Državna duma.
- Odločanje o zaupnicah in nezaupnicah Vladi Ruske federacije.
- Imenovanje in razrešitev predsednika Centralne banke Rusije.
- Imenovanje in razrešitev predsednika in polovice revizorjev računske zbornice.
- Imenovanje in razrešitev komisarja za človekove pravice, ki deluje v skladu z zveznim ustavnim zakonom.
- Napoved amnestije.
- Vložitev obtožbe proti predsedniku Ruske federacije (potrebna je dvotretjinska večina).

Državna duma sprejema odloke o vprašanjih, ki se nanašajo na njeno pristojnost po ustavi Ruske federacije.

## Volitve
Pravni okvir, ki se uporablja za izvolitev Dume, se je skozi leta razlikoval. Razen parlamentarnih volitev leta 2007 in volitev leta 2011 je bil za izvolitev Dume uporabljen mešani sistem vzporednega glasovanja. Leta 2014 je bil obnovljen sistem iz leta 2003 uveljavljenega sistema proporcionalne zastopanosti strank s povišanim pragom na 7 %.

### Volilne enote
Po zakonu, sprejetem leta 2014, je rusko ozemlje razdeljeno na volilne enote, ki se uporabljajo za volitve posameznih kandidatov na volilno enoto. Celotna Rusija pa je obravnavana kot enotna volilna enota za glasovnice na strankarskih listah.

## Postopki

### Zakonski predlogi in zakoni
Predloge zakonov sprejme večina celotnega števila poslancev Državne dume, razen če ustava ne predvideva drugega postopka. Vse zakone najprej odobri Državna duma, nato pa o njih razpravlja in jih odobri (ali zavrne) Svet federacije.
Objavljenih je relativno malo poimenskih glasovanj, ki identificirajo glasove posameznih poslancev. Glasovi posameznikov se evidentirajo le, če je glasovanje odprto in se uporablja elektronski način. Čeprav vsi glasovi niso uradno poimensko glasovanje, vsakič, ko poslanec elektronsko glasuje, računalnik zabeleži glasove posameznega poslanca.

## Članstvo
Za poslanca Državne dume je lahko izvoljen vsak ruski državljan, ki je star vsaj 21 let. Ta ista oseba ne sme biti tudi poslanec Sveta federacije. Poleg tega poslanec Državne dume ne more opravljati funkcije v katerem koli drugem predstavniškem organu državne oblasti ali organih lokalne samouprave. Urad namestnika Državne dume poklicni položaj za polni delovni čas. Tako poslanci Državne dume ne smejo biti zaposleni v državni službi ali opravljati kakršnih koli dejavnosti za plačilo, razen poučevanja, raziskovanja ali drugih ustvarjalnih dejavnosti.

### Predsedniki Državne dume
- Ivan Rjibkin (1994–1996)
- Genadij Seleznjov (1996–2003)
- Boris Grizlov (2003–2011)
- Sergej Narjiškin (2011–2016)
- Vjačeslav Volodin (od 2016)

## Seznam sklicev Državne dume
| Duma | Obdobje                                | volitve |
| ---- | -------------------------------------- | ------- |
| 1.   | 12. december 1993 – 17. december 1995  | 1993    |
| 2.   | 17. december 1995 – 19. december 1999  | 1995    |
| 3.   | 19. december 1999 – 7. december 2003   | 1999    |
| 4.   | 7. december 2003 – 2. december 2007    | 2003    |
| 5.   | 2. december 2007 – 4. december 2011    | 2007    |
| 6.   | 21. december 2011 – 18. september 2016 | 2011    |
| 7.   | 5. oktober 2016 – 19. september 2021   | 2016    |
| 8.   | 12. oktober 2021 –                     | 2021    |